# L’amour est bleu
L’amour est bleu (englisch: Love Is Blue; deutsch: Die Liebe ist blau) ist der Titel eines aus Frankreich stammenden Liedes, das weltweite Bekanntheit erlangte. Es wurde von André Popp (1924–2014) komponiert, den französischen Originaltext steuerte Pierre Cour (1916–1995) bei. 
Das Lied war der Beitrag Luxemburgs zum Eurovision Song Contest 1967 in Wien. Die damals siebzehnjährige Vicky Leandros, die unter ihrem Vornamen Vicky auftrat, erreichte damit den vierten Platz und hatte mit diesem Chanson ihren ersten großen internationalen Erfolg. Sie nahm diesen Titel in mehreren Sprachen und Versionen auf: Englisch (in zwei Fassungen als Love Is Blue und Colours of Love), Deutsch (Blau wie das Meer), Italienisch (L’amore è blu) und Niederländisch (Liefde is zacht). In den deutschen Singlecharts erreichte L’amour est bleu mit Vicky als Interpretin Platz 27.
In den Vereinigten Staaten verbrachte Paul Mauriat Anfang 1968 mit einer instrumentalen Orchesterversion fünf Wochen auf Platz eins der Billboard-Charts. Er bleibt bis dato der einzige Franzose, der die US-amerikanische Hitparade toppte. Sein Album Blooming Hits erreichte Platz eins der LP-Charts und blieb 50 Wochen in den Charts. In den britischen Charts erreichte Love Is Blue Platz 12 und in den bundesrepublikanischen Single-Charts Platz 27.
Der Song wurde ferner unter anderem von folgenden Interpreten aufgenommen: Al Martino, Bing Crosby, Marty Robbins, Jeff Beck, Sylvie Vartan, Michèle Torr, Andy Williams, Claus Ogerman/Ray Rivera, Erkan Aki, Franck Pourcel, Claudine Longet, Mieka, Vanessa-Mae, The Dells. In der Version von Scooter, zu der Vicky Leandros erneut ins Studio ging, um den Refrain aufzunehmen, erreichte das Lied nach fast 45 Jahren noch einmal die deutschen Singlecharts. Es belegte Ende 2011 Platz 77.